# Acrobrycon
Acrobrycon és un gènere de peixos de la família dels caràcids i de l'ordre dels caraciformes.

## Taxonomia
- Acrobrycon ipanquianus (Cope, 1877)[2]
- Acrobrycon tarijae (Fowler, 1940)[3][4][5][6][7][8][9][10]